# Willem Jacob Oudendijk

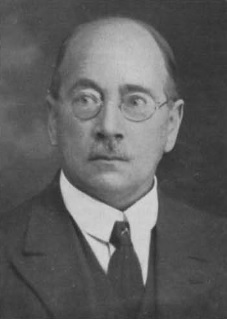
W.J. Oudendijk

Willem Jacob Oudendijk (Kampen, 22 juli 1874 - Warnsveld, 22 november 1953) was een Nederlandse diplomaat en beleidsadviseur.

## Levensloop
Oudendijk werd geboren in het gezin Oudendijk-Witsenborg. Zijn vader was wijnhandelaar. In Amsterdam doorliep hij de middelbare school, en studeerde van 1892 tot 1894 aan de Rijksuniversiteit Leiden rechten. In 1894 werd hij tot de consulaire dienst toegelaten. Als kenner van de Russische, Chinese en Iraanse talen was hij achtereenvolgens tolk en ambassadeur-waarnemer in Peking, Petrograd en Teheran. Van 1910 tot 1913 was Oudendijk consul-generaal en gevolmachtigd minister van de Nederlandse regering in Perzië. Van 1910 tot 1914 was hij tevens in Nederlands-Indië betrokken en later aangesteld als beleidsadviseur. Hij bereikte daar de juridische gelijkstelling van de gediscrimineerde Chinezen in Nederlands-Indië met Europese inwoners van de koloniën. Dit bevorderde handelsrelaties en diplomatie met de Republiek China onder de Kwomintang-regering. Van 1914 tot 1917 was hij als jonge diplomaat non-actief. Dankzij minister van Buitenlandse Zaken John Loudon verkreeg hij zijn diplomatieke post te Petrograd. Begin 1917 werd hij waarnemer van het Nederlands gezantschap in het Russische Rijk. In juli 1917 nam hij het Nederlands gezantschap over. De Februarirevolutie en vernietiging van de monarchie zag de diplomaat van het neutrale Nederland met lede ogen aan. Oudendijk sympathiseerde persoonlijk met de Entente en het Britse Rijk (tot 1917 in de Eerste Wereldoorlog bondgenoot van Rusland). Na de Februarirevolutie zag hij de ontwikkeling van de revolutionaire regering van de gematigde sociaaldemocraat Aleksandr Kerenski als een afglijden in de richting van de radicale bolsjewieken. Oudendijk maakt de Oktoberrevolutie mee te Sint-Petersburg (Petrograd). Oudendijk was anticommunistisch en de slachtingen van de revolutionaire bolsjewieken baarden hem grote zorgen. Oudendijk was er met veel antirevolutionaire tijdgenoten van overtuigd dat joden het communisme en materialisme ook in West-Europa en het Duitse Rijk zouden kunnen en zouden willen invoeren. In 1918, tijdens de Russische Burgeroorlog, trad Oudendijk op als succesvol onderhandelaar tussen het Verenigd Koninkrijk en het nieuwe Sovjetbewind. Maksim Litvinov werd door de Britten overgedragen in ruil voor talrijke Britse krijgsgevangen officieren die de Witte Legers tegen het Rode Leger hadden ondersteund.
Op 1 september 1918 voerde Oudendijk in Moskou besprekingen bij het Sovjet volkscommissariaat voor buitenlandse zaken om op verzoek van koningin Wilhelmina overleg te voeren om de gewezen tsarina en haar kinderen het land uit te krijgen. Hij kreeg daarbij te horen dat de familieleden in goede gezondheid verkeerden en dat hij dit aan zijn eigen regering kon doorgeven. In werkelijkheid waren ze al op 16 juli 1918 geëxecuteerd.
Omdat Nederland de bolsjewiekenregering niet erkende, moest Oudendijk in november 1918 Sovjet-Rusland onmiddellijk verlaten. Hij werkte van 1919 tot 1931 in de Republiek China en behartigde daar westerse handelsbelangen bij de nationalistische regering van de Kwomintang. Oudendijk leefde van 1931 tot zijn dood in Engeland en Zuid-Frankrijk, maar overleed te Warnsveld bij Zutphen. Zijn huwelijk met Daisy Fuller, gesloten in 1911, bleef kinderloos.
Na zijn pensionering heeft Oudendijk zijn jeugd en diplomatieke leven beschreven in Ways and by-ways in diplomacy (uitg. Peter Davis, London, 1939). Voor deze gelegenheid verengelste hij zijn naam tot William J. Oudendyk. Er bestaat geen Nederlandse editie van het boek. Voor zijn verdiensten voor de Britse onderdanen in Rusland verkreeg hij van de Britse koning George V het persoonlijk adeldom, waarna de Nederlandse minister van Buitenlandse Zaken Herman van Karnebeek hem verbood deze titel te dragen.

## Citaten
- „Overwegende dat de onmiddellijke onderdrukking van het bolsjewisme de grootste noodzaak van de wereld is, zelfs groter dan de Oorlog die nog woedt, en dat tenzij zoals bovenvermeld het bolsjewisme in de kiem gesmoord wordt, het gedoemd is om zich in één of andere vorm over Europa en de gehele wereld te verspreiden, daar het georganiseerd en uitgevoerd wordt door zekere Joden die geen nationaliteit erkennen en wier enig doel is de bestaande orde der dingen te vernietigen voor hun eigen bedoelingen (...)”[4]
- ‘In all my reports I tried to impress upon them [de Nederlandse regering red.] this danger [het communisme red.] which threatened all our democratic institutions, our freedom, and our Christian civilization, and I begged them to communicate this warning whenever an opportunity presented itself to the Governments of the warring nations. I doubt whether this was ever done. I felt like a man who sees a house on fire, who is powerless to put it out by himself and whose cries for help are unheeded.’[5]
- ‘I like that world from the very beginning… The lower classes were still standing in the Middle Ages; the middle classes had not emerged from the ease and simplicity of the eighteenth century; and the upper classes stood as far as champagne and Houbigant were concerned, on a level with nineteenth-century Paris. To have lived in that world and felt myself at home in it has been one of my pleasantest experiences.’[6]